# Skippy
Skippy är en jordnötssmörstillverkare som grundades av Rosefield Packing Co. Ltd. i Alameda, Kalifornien år 1932. År 1933 var Skippy ett registrerat varumärke i alla USA:s 50 stater. Skippy köptes av Unilever år 2000, som sålde varumärket till Hormel Foods, som nu äger och tillverkar produkten. Skippy är det bäst säljande jordnötssmöret i Kina och är på andra plats globalt efter J.M. Smucker Company's Jif.